# Vandet
Vandet er et område i det nordvestlige Thy. Det hører til Thisted Kommune og ligger i Region Nordjylland.

## Geografi
Vester Vandet Kirke ligger i landsbyen Vester Vandet, som hører til Vester Vandet Sogn og er beliggende 7 km sydøst for Klitmøller, 17 km syd for Hanstholm og 10 km nordvest for Thisted. Vester Vandet ligger ved Vandet Sø, der er en del af Nationalpark Thy.
Øster Vandet Kirke ligger i landsbyen Øster Vandet, som hører til Øster Vandet Sogn og er beliggende 10 km sydøst for Klitmøller, 6 km sydvest for Nors og 7 km nordvest for Thisted.

## Historie
Vandet-området beskrives således i 1901: "Vester-Vandet, ved Landevejen, med Kirke; Agerholm med Præstegd., Skole, Mølle og Statstelefonstation; Øster-Vandet, ved Landevejen, med Kirke og Skole; Hjardalshuse."
Det høje målebordsblad fra 1800-tallet viser skole, mølle og smedje i Vester Vandet samt skole i Øster Vandet. På det lave målebordsblad fra 1900-tallet er møllen væk, men der er kommet jordemoderhus og telefoncentral i Vester Vandet. I Øster Vandet er der desuden kommet smedje, og mellem de to landsbyer er der kommet forsamlingshus og mejeri.

### Thisted-Fjerritslev Jernbane
Thisted-Fjerritslev Jernbane (1904-1969) havde station i Vandet. Den lå 2 km sydøst for Øster Vandet. Under Besættelsen oprettede tyskerne et materieldepot med sidespor, fordi Vandet var den jernbaneholdeplads, der lå nærmest ved Hanstholm. Depotet blev efter besættelsen overtaget af Forsvaret og bruges nu til genbrug/nødhjælp.
Stationen hed fra 1952 "Vandet Thy" for at undgå forveksling med Vandel på Vejle-Vandel-Grindsted Jernbane. Stationsbygningen er bevaret på Elmholmvej 3. Her er ½ km af banens tracé bevaret som grusvej fra Klitmøllervej mod syd.